# Bionic Commando (computerspel uit 1987)
Bionic Commando, bekend als Hitler no Fukkatsu: Top Secret (ヒットラーの復活 トップシークレット Hittorā no Fukkatsu: Toppu Shīkuretto, letterlijk: "De Herrijzenis van Hitler: Zeer Geheim") in Japan, is een action-adventurevideospel voor het platform Nintendo Entertainment System. Het spel werd voor het eerst uitgebracht op 20 juli 1987 in Japan, waarna het spel een jaar later verscheen in de Verenigde Staten en in 1990 in Europa. Het spel werd ontwikkeld door Capcom.

## Gameplay
In het spel moet de speler elk level verkennen en de benodigde apparatuur verkrijgen om door te gaan naar het volgende level. De protagonist is commando Ladd Spencer, uitgerust met een bionische arm met een enterhaak, waardoor de protagonist zichzelf naar voren kan trekken of via het plafond naar platformen kan slingeren. De serie is een van de weinige voorbeelden waarin de speler niet kan springen. Om over te steken over gaten of klimrichels moet de held gebruikmaken van zijn bionische arm. In de andere arm draag de speler een pistool waarmee tegenstanders kunnen worden uitgeschakeld.

## Platforms
| Jaar | Platform                                                 |
| ---- | -------------------------------------------------------- |
| 1987 | Arcade                                                   |
| 1988 | Amiga, Amstrad CPC, Atari ST, C64, DOS, NES, ZX Spectrum |
| 1992 | Game Boy                                                 |
| 2000 | Game Boy Color                                           |

## Ontvangst
| Beoordeeld door                     | Datum            | Score |
| ----------------------------------- | ---------------- | ----- |
| Good-Evil.net                       | 14 mei 2008      | 100%  |
| The Video Game Critic               | 2 juli 2000      | 100%  |
| HonestGamers                        | 11 januari 2007  | 90%   |
| NES Times                           | 8 januari 2008   | 90%   |
| Digital Press - Classic Video Games | 1 mei 2005       | 90%   |
| GamesAreFun.com (GAF)               | 21 april 2003    | 90%   |
| Mean Machines                       | oktober 1990     | 81%   |
| Just Games Retro                    | 9 september 2006 | 80%   |
| VideoGame                           | maart 1991       | 80%   |
| Tilt                                | januari 1991     | 75%   |